# Сухумский троллейбус
Суху́мский тролле́йбус (абх. Аҟәатә троллейбус, груз. სოხუმის ტროლეიბუსი) — троллейбусная система в столице частично признанной Абхазии Сухуми. Движение троллейбусов было открыто 3 января 1968 года, в 1992–1994 годах останавливалось из-за грузинско-абхазской войны.
Сухуми наряду с Ереваном является одним из двух городов Закавказья, где сохранилось троллейбусное движение, и последней действующей троллейбусной системой на международно признанной территории Грузии. 
По состоянию на 2024 год в городе работает 3 маршрута, которые обслуживают 25 троллейбусов.
Стоимость проезда — 10 рублей. Троллейбусы работают с 6:30 до 20:30.

## История
Троллейбусная система была открыта 3 января 1968 года от Турбазы до перекрёстка улиц Дзержинского (Гумистинской) и Эшбы. Открывали движение семь троллейбусов ЗиУ-5Г.
В первые годы существования системы троллейбусы отстаивались и ремонтировались прямо на улице. В том же году в город поступили первые троллейбусы ЗиУ-682 и Škoda 9Tr, которые впоследствии стали основой троллейбусной системы. 30 апреля 1968 года маршрут № 1 продлён по новой линии от Турбазы до Келасури (Кяласур).
22 апреля 1970 года построена линия до Рынка, пущен маршрут № 2: Рынок — Келасур. С 1962 по 1972 годы велось строительство депо на улице Дзержинского.
1 мая 1972 года состоялось открытие депо и продление линии по улице Дзержинского до пересечения улиц Дзержинского и Северной. Продлён маршрут № 1, и пущен новый маршрут № 4 до Рынка.
В августе 1977 года продлена линия от Келасури до Тхубун (Каштак). Продлён маршрут № 2 и пущен новый маршрут № 3 от 1 микрорайона (Новый район) до новой конечной Тхубун.
7 сентября 1981 года построена новая линия до Железнодорожного посёлка (Старый посёлок), перенаправлен маршрут № 3.
5 октября 1982 года троллейбусную линию продлили вглубь 1 микрорайона, окольцевав по улицам Дзержинского, Агрба, Киараз. Продлены маршруты № 1 и № 4. Действовали следующие маршруты:
- № 1 1-й микрорайон — Келасури
- № 2 Рынок — Тхубун
- № 3 Железнодорожный посёлок — Тхубун
- № 4 1-й микрорайон — Рынок

В августе 1983 открыта новая линия от Рынка до Школы № 12. Пущен новый маршрут № 4А: 1-й микрорайон — Школа № 12. В середине 1980-х перенаправлен маршрут № 3 от Тхубуна до Рынка.
В 1990 году отменён маршрут № 4А и линия от Рынка до Школы № 12 была частично демонтирована.
На маршрутах одновременно работало до 45 машин. Существовали планы продления троллейбуса от конечной Тхубун до посёлка Гулрыпш и Сухумского аэропорта, но распад Советского Союза помешал этим планам.
Система непрерывно работала до сентября 1992 года, пока не началась война. Троллейбусное движение с перебоями продолжало работать вплоть до штурма Сухума в сентябре 1993 года.
От войны пострадало три троллейбуса (два ЗиУ-9 полностью разрушены в результате налёта авиации. Ещё одну Шкоду-9Тр, по рассказам местных жителей, нагрузили награбленным в городе товаром, прицепили к танку и угнали в горы сванские боевики).
Троллейбусы вновь вышли на городские улицы в апреле 1994 года, с тех пор движение не прерывалось. Первая восстановленная линия была Новый район — Рынок, затем до Кяласур и Маяка.

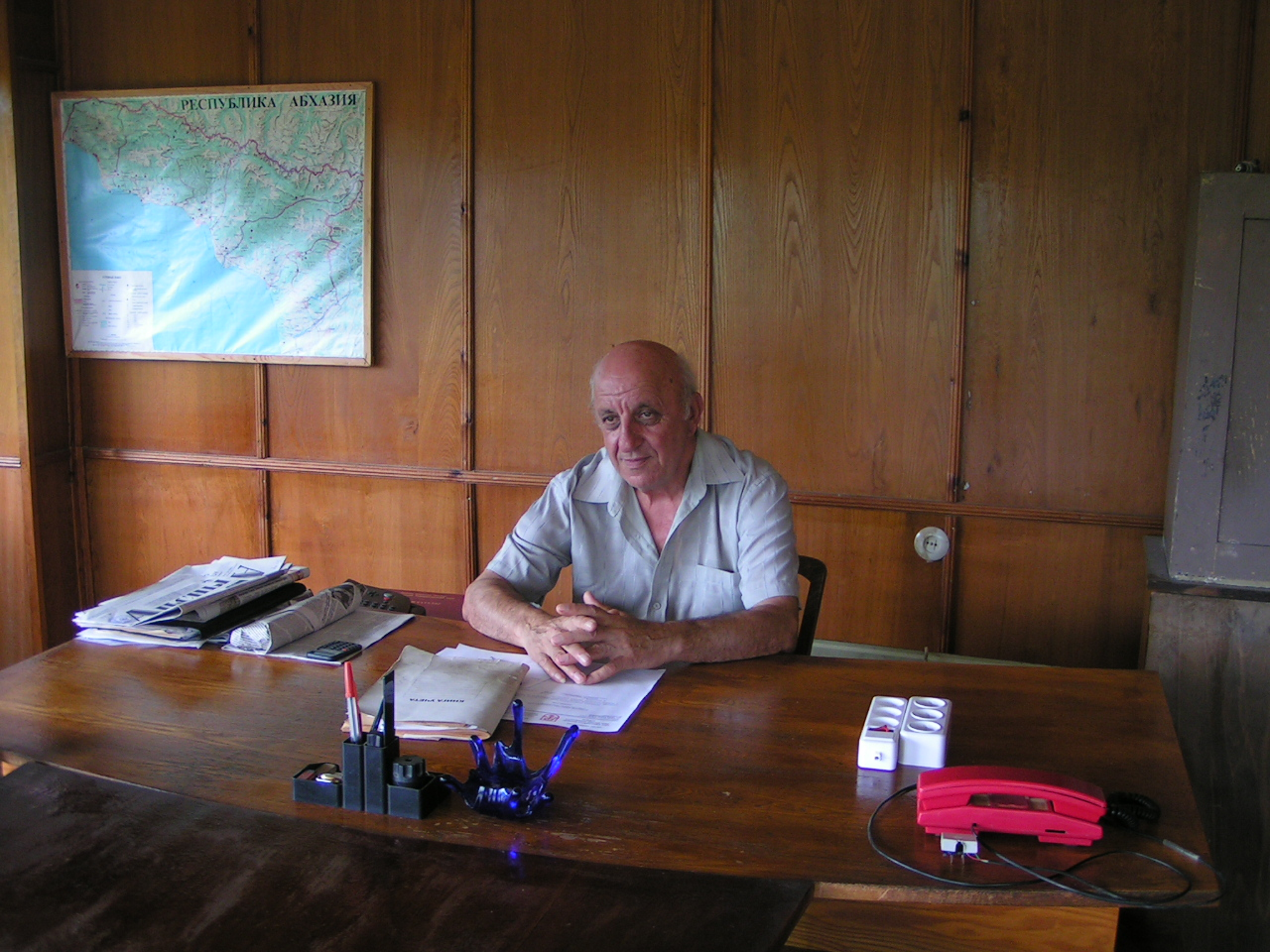
Руководитель Сухумского троллейбусного парка Александр Харазия (фото 2006 года).

В течение следующих нескольких лет в город в качестве гуманитарной помощи поступили 14 б/у троллейбусов из Майкопа и Москвы, состояние большинства из которых было плохим.
Были восстановлены линии в Старый посёлок (маршрут № 4) и на Каштак (продлён № 2 и пущен № 3).
В 2008 году из-за нерентабельности закрыт маршрут № 3.
В 2010 году Сухум закупил 25 новых троллейбусов российского производства, что стало крупнейшим обновлением парка за всю историю системы. Через год были сняты с эксплуатации последние старые троллейбусы ЗиУ-682.
В 2011 году маршрут № 4 перенумерован в маршрут № 3.
20 июня 2012 года во время урагана была повреждена троллейбусная линия маршрута № 2 на участке от Рынка до Маяка. Маршрут №2 временно был укорочен и работал по маршруту Рынок-Тхубун.
1 января 2014 года стоимость проезда была увеличена с 3 до 5 рублей.
14 августа 2017 года восстановлена троллейбусная линия маршрута № 2 на участке от Рынка до Маяка.
17 ноября 2020 года троллейбусный маршрут № 2 временно отменён.
В 2022 году работа маршрута № 2 восстановлена.
В 2024 году стоимость проезда была увеличена с 5 до 10 рублей.

## Маршруты
| Действующие маршруты | | |
| №                    | Маршрут | Маршрут |
| 1                    | Новый район — улица Киараз — улица Аргун — улица Эшба — улица Дзидзария — улица Генерала Дбар — улица Аиааира — улица Имама Шамиля — улица Лакоба — Центральный рынок | Новый район — улица Киараз — улица Аргун — улица Эшба — улица Дзидзария — улица Генерала Дбар — улица Аиааира — улица Имама Шамиля — улица Лакоба — Центральный рынок |
| 2                    | Тхубун — Школа № 12 | |
| 3                    | Железнодорожный посёлок — улица Нозадзе — улица Эшба — улица Дзидзария — улица Генерала Дбар — улица Аиааира — улица Имама Шамиля — Центральный рынок                 | Железнодорожный посёлок — улица Нозадзе — улица Эшба — улица Дзидзария — улица Генерала Дбар — улица Аиааира — улица Имама Шамиля — Центральный рынок                 |
| Закрытые маршруты    | | |
| №                    | Маршрут | Примечание |
| 4                    | Новый район — Каштак | Перенумерован в 2011 году. |
| 4А                   | Новый район — Школа № 12 | Закрыт в 1990 году; линия от рынка до школы демонтирована. |

## Подвижной состав
До распада Советского Союза и начала войны пришли ещё 49 машин (№ 56-104). Это были троллейбусы моделей: ЗиУ-682В (№ 63-79), Skoda 9Tr (№ 80-89), ЗиУ-682В [В00] (№ 90-96, 99), Skoda 14Tr02/6 (№ 97, 98), ЗиУ-682Г [Г00] (№ 100—104). Также действовал грузовой троллейбус КТГ-1 (поступил в 1979 году) для хозяйственных нужд депо.
После военных действий подвижной состав города был в удручающем состоянии и долго не обновлялся. В 1998 из Майкопа был передан троллейбус ЗиУ-682Г [Г00] (№ 01). В 2001 Москва передала городу 8 своих бывших троллейбусов модели ЗиУ-682Г-016 (№ 112—121). В 2003 ещё один ЗиУ-682Г [Г00] (№ 02) из Майкопа и два ЗиУ-682Г [Г00] (№ 03, 04) из Москвы. Проработали они все недолго. Троллейбусы в Сухуме во все времена эксплуатировались относительно недолго, что связано с плохим обслуживанием подвижного состава. Переданные в Сухум московские троллейбусы уже находились в плохом состоянии, а один из майкопских троллейбусов (№ 02) сгорел в результате поджога.
В 2004 году было куплено 7 свежих заводских троллейбусов ЗиУ-682Г-016 (№ 105—111), однако и они были оставлены от эксплуатации практически сразу после прихода новых машин (4 из них, № 106-109, были списаны в январе 2011 года, остальные три троллейбуса — № 105, 110, 111 — были отставлены от эксплуатации в июне 2011 года). Осенью 2011 эти машины были частично разукомплектованы, в начале 2012 — списаны. В 2013 году абсолютно все старые кузова троллейбусов были повалены на бок, а летом осенью 2013 — частично порезаны. Фактически, машины проработали всего лишь 6 лет — такой срок эксплуатации троллейбусов можно встретить лишь в подмосковных Химках. Состояние отдельных машин заводской партии 2004 года было близко к идеальному.
В настоящее время в Сухуме в маршрутном движении используется 25 троллейбусов (все они были куплены в 2010 году) модели ЗиУ-682Г-016.04 (20 машин, в эксплуатации — 14) (№ 122—132, 138—146) и ТролЗа-5275.07 «Оптима» (5 машин, в эксплуатации — 4) (№ 133-137). Все новые троллейбусы окрашены в ярко-оранжевый цвет с широкой белой полоской под окнами. Если на троллейбусе есть реклама, то она занимает только белую полосу.
На новых троллейбусах используются и электронные и обычные маршрутоуказатели. Названия конечных станций на них написаны на русском и абхазском языках.

## Оплата проезда
Посадка в троллейбус производится в среднюю и заднюю двери, а выход — в переднюю. Проезд оплачивается водителю при выходе, билеты отсутствуют. Стоимость проезда составляет 10 рублей, что даёт троллейбусу преимущество перед маршрутными такси и автобусами, стоимость проезда в которых в несколько раз выше (автобус — 15 рублей, маршрутные такси от 30 до 50 рублей).

## Проблемы
- Плохой уровень обслуживания подвижного состава;
- Плохое состояние контактной сети во всём городе;
- Недостаточно развитая инфраструктура троллейбусного депо;
- Проблемы с получением запчастей для ремонта троллейбусов.

## Перспективы
На сегодняшний день закрытие троллейбусной системе Сухума не грозит. Имеется стабильный пассажиропоток на всех маршрутах.
Вместе с тем уровень развития инфраструктуры города может негативно сказаться на работе троллейбусной системы. Планы по строительству новых линий в данный момент отсутствуют.
Планируется перенос троллейбусной линии с улицы Акиртава (в направлении движения от улицы Б. Джелия до улицы В. Г. Ардзинба.) на улицу Ладария.